# Takahiro Yamanishi
Takahiro Yamanishi (山西 尊裕?, Yamanishi Takahiro; Prefettura di Shizuoka, 2 aprile 1976) è un ex calciatore giapponese, di ruolo difensore.

## Palmarès

### Club

#### Competizioni nazionali
- Campionato giapponese: 3

Júbilo Iwata: 1997, 1999, 2002
- Coppa dell'Imperatore: 1

Júbilo Iwata: 2003
- Coppa J. League: 1

Júbilo Iwata: 1998
- Supercoppa del Giappone: 2

Júbilo Iwata: 2000, 2003

#### Competizioni internazionali
- AFC Champions League: 1

Júbilo Iwata: 1998-1999
- Supercoppa d'Asia: 1

Júbilo Iwata: 1999